# Sveriges Akademiska Etologer
Sveriges Akademiska Etologer är en yrkesorganisation för etologer. Det är en fristående, politiskt neutral, ideell förening. För att bli ordinarie medlem i föreningen krävs att vederbörande har en gedigen akademisk utbildning i ämnet och därmed kan ge djurägare råd om dennes djurs beteende med en uppdaterad vetenskaplig grund. En medlem av Sveriges Akademiska Etologer anpassar sin profession efter varje enskild situation och vänder sig till ägare av sällskapsdjur, den yrkesverksamma djurhållaren eller organisationer som arbetar med djur.

## Historia
Sveriges Akademiska Etologer grundades år 2011 och blev en professionsförening inom Naturvetarna 2023.

### Hedersmedlemmar
Varje år uppmärksammar Sveriges Akademiska Etologer en person som gjort något utmärkande i linje med föreningens syfte. Dessa personer är själva inte etologer och väljs in som hedersmedlemmar.
Hedersmedlemmar i Sveriges Akademiska Etologer:
- 2024 Veterinärerna Jesper Agner Arnö och Bo Runsten för sitt arbete med reptiler, amfibier och andra exotiska djurslag.
- 2023 Rolf Axel Nordström som driver gården Ängavallen.
- 2022 Veterinär Anya Törnqvist som driver Beteendeveterinären.
- 2021 Helena Risinger för sitt arbete med REDE värdegrundsmaterial.
- 2020 Zoolog och forskare Albin Gräns för sitt arbete med fiskars välfärd.
- 2019 Beteendeanalytiker Eva Bertilsson, för sitt inspirerande arbete med positiv djurträning.
- 2018 Veterinär Anna Rudbäck Danielsson för sitt engagemang för djurvälfärd, djurskydd och samarbetet mellan veterinärer och etologer.
- 2017 Forskare Frida Lundmark Hedman för sitt banbrytande arbete om djurskyddslagstiftningen.

## Arrangemang
Sveriges Akademiska Etologer anordnar regelbundet event som är öppna för den etologiintresserade allmänheten. 2020 hölls ett digitalt seminarium på ämnet Utveckling för lantbrukets djur ur ett etologiskt perspektiv. 2018 var temat Djurs kognition under en helgkonferens på Skånes djurpark. Samma år var Sveriges Akademiska Etologer medarrangör av djurkonferensen Choice, Control & Communication, tillsammans med Naturbruksförvaltningen och SWABA - Swedish Association for Behavior Analysis. 2016 gick helgkonferensen Välfärd för exotiska djur av stapeln på Skansen.